# ایان مک‌نف
ایان مک‌نف (انگلیسی: Ian McNuff؛ زادهٔ ۱۰ مارس ۱۹۵۷) ورزشکار روئینگ اهل بریتانیا است.
وی در مسابقات کشوری و بین‌المللی در مجموع برندهٔ ۲ مدال برنز شده‌است.